# Gargždai
Gargždai is een stad in het westen van Litouwen en ligt in de omgeving van de stad Klaipėda. Door de stad stroomt het riviertje de Minija. Gargždai ligt aan de snelweg van Klaipėda naar Kaunas en Vilnius.
De oudste schriftelijke vermelding van Gargždai stamt uit het jaar 1253. De plaats kreeg in 1792 stadsrechten.

## Geboren
- Monika Linkytė (3 juni 1992), zangeres